# 핀란드 재무부
재무부(핀란드어: valtiovarainministeriö; VM 발티오바라인미니스테리외; 베앰[*], 스웨덴어: finansministeriet)은 핀란드 국가평의회의 산하 12개 부처 중 하나다. 예산 기획, 세금 정책 등 재정 관련 정책을 담당한다. 상징은 흰색 사자.
본청 직원은 360명이고 하위 기관들 직원을 모두 합치면 12,000 명에 이른다. 부서 수장은 재무장관이다. 현임 재무장관은 페테리 오르포다. 일반 공무원들 중 최선임자인 실무책임자는 사무차관이며, 현임 사무차관은 마르티 헤테매키다.
2018년 기준 예산은 17,194,849,000 유로다.